# Silene cambessedesii
Pelosilla de playa (Silene cambessedesii) es una pequeña planta en peligro de extinción que se encuentra en Castellón e Ibiza.

## Descripción
Planta anual de entre 5 y 10 cm de altura. De color verde rojizo, con vistosas flores rosas bilabiadas. Inconfundible longitud del cáliz de entre 18 y 24 mm que la diferencia de S. littorea (13-18) y S. psammitis (10-19).

## Estado de conservación
Catálogo Valenciano de Especies de Flora Amenazadas
- Anexo Ia. En Peligro de Extinción

Categoría UICN
- Vulnerable[3]

## Distribución y hábitat
Se encuentra en arenales marítimos muy específicos. Frecuente en las Pitiusas y en la costa de Castellón (Playa de Casablanca, Almenara). Cada vez más difícil de encontrar debido a la enorme presión antrópica y urbanística .

## Taxonomía
Silene cambessedesii fue descrita por Pierre Edmond Boissier y Reuter en Pugill. Pl. Afr. Bor. Hispan. 18. 1852 [Jan 1852]

### Sinonimia
- Silene littorea var. cambessedesii (Boiss. & Reut.) Nyman, Consp. Fl. Eur. 96 (1878)
- Silene adscendens var. nana (Cambess.) Pau in Brotéria 3: 174 (1934)
- Silene littorea var. nana (Cambess.) Knoche, Fl. Balear. 1: 471 (1921)
- Silene nana  (Cambess.) Pau in Brotéria 3: 174 (1934), nom. illeg.
- Silene villosa var. nana Cambess. in Mém. Mus. Hist. Nat. 14: 221, pl. 13 (1827)[4]

## Nombres comunes
- Castellano: Pelosilla de playa[5]
- Valenciano: Pegamosques, Molinet[5]